# EC8OR
EC8OR ist eine Digital Hardcore-Duo, das 1995 von Patric Catani und Gina V. D’Orio (zuvor Lemonbabies) gegründet wurde.

## Bandgeschichte
Innerhalb des DHC ist EC8OR dem Hardcore Techno nahestehend. EC8OR wird Ecator ausgesprochen und ist eine Verkürzung von Eradicator. Patric Catani verwendete den Namen bereits zu seiner Zeit als Graffiti-Sprayer.
Obwohl es schon diverse Veröffentlichungen unter dem Pseudonym EC8OR auf Monotone und Titanium Steel gab, entschied man sich den Namen EC8OR für die Band zu behalten. Das selbstbetitelte Album „EC8OR“ wurde 1995 auf dem linkspolitischen Label Digital Hardcore Recordings von Alec Empire veröffentlicht. Es folgten etliche Releases für DHR, Grand Royal und Beat Inc in Japan.
Die Band trat beim Prag Industrial Festival auf.  Die letzte USA- und Japan-Tour machten sie 2001 und es ist unklar, ob es neue Releases der beiden geben wird. Ihren bisher letzten Auftritt hatte die Gruppe 2005 in Dresden. Der Auftritt wurde später als digitales Album veröffentlicht.

## Musikstil
Wie viele Bands aus der Digital-Hardcore-Szene ist der musikalische Stil von EC8OR ein Mix aus Hardcore Techno und Punk, wobei auch Einflüsse aus anderen Stilen, wie Metal, Hip-Hop sowie andere Elektronische Musikformen aufgegriffen werden. Die Musik entstand in erster Linie am Amiga 500, wobei auch einige Gitarrentracks in der Musik enthalten sind, die von Jerome eingespielt wurden. Die Plattencover wurden häufig von Hendrik Hellige (Henni Hell) erstellt. Textlich verortet sich das Projekt stark links.

## Diskografie
Alben
- 1995: Ec8or (Digital Hardcore Recordings)
- 1998: World Beaters (Digital Hardcore Recordings)
- 2000: The One and Only High and Low (Digital Hardcore Recordings)

Livealben
- 2001: The One and Only Live Edition (Eigenproduktion)
- 2005: Live In Dresden, 10-01-2005  (digital, Eigenproduktion)

Kompilationen
- 1997: All of Us Can Be Rich… (Grand Royal)

Singles & Eps
- 1993: Split-EP mit Moonraker (eigentlich von E-de-Cologne, Mono Tone)
- 1995: AK-78 (Digital Hardcore Recordings)
- 1996: Spex Is a Fat Bitch! (Digital Hardcore Recordings)
- 1996: Cocaine Ducks (Digital Hardcore Recordings)
- 1997: Discriminate (Against) the Next Fashionsucker You Meet - It's a Raver (Grand Royal)
- 1997: Until Everything Explodes (Digital Hardcore Recordings)
- 2000: Dynamite (Digital Hardcore Recordings)
- 2000: Gimme Nyquil All Night Long / I Won't Pay (Digital Hardcore Recordings)

Tapes
- 1995: Highlight Tape (zusammen mit DJ Moonraker) (Midi War)
- 1995: Bass Terror / Highlights from Midi War (zusammen mit DJ Moonraker) (Midi War)